# Jur van der Gijp (bestuurder)
Jurianus (Jur) van der Gijp (Dordrecht, 3 oktober 1924) was een Nederlands bestuurder en voetballer. Hij was een neef van de broers Cor, Wim, Freek en Janus van der Gijp en tevens een neef van zijn naamgenoot Jur die in het eerste elftal van Emma speelden. Hij speelde zelf tot 1953 bij DHC.
Van der Gijp was werkzaam bij het arbeidsbureau. Hij begon in IJmuiden, was acht jaar directeur in Terneuzen en werd in 1966 adjunct-directeur van het arbeidsbureau in Rotterdam. Daar was hij ook kort interim directeur. In 1968 werd hij directeur van het Gewestelijk Arbeidsbureau in Den Haag en eind 1972 werd hij hoofdinspecteur-directeur voor Zeeland. In 1976 werd hij hoofdinspecteur-directeur voor Gelderland.
In februari 1990 volgde hij ad-interim Martin Snoeck op als voorzitter van de Stichting Arbeidszaken Betaald Voetbal (SABV). Eind november 1990 werd hij opgevolgd door Cees Pot. Van der Gijp was al commissielid van de SABV en was vanaf 1970 lid van de tuchtcommissie betaald voetbal.